# Weetangera

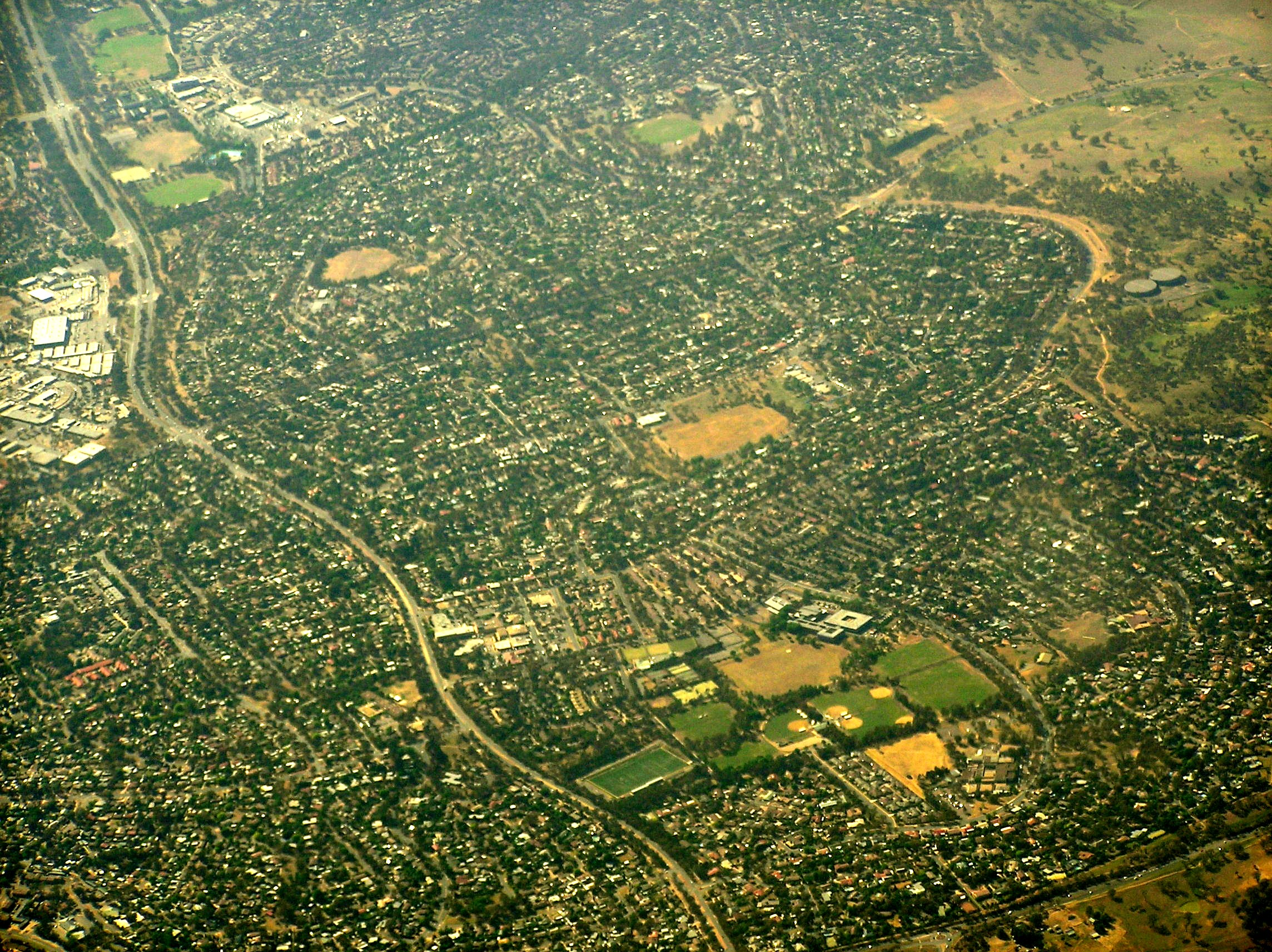
Weetangera légifelvételen

Weetangera a főváros, Canberra egyik elővárosa Belconnen kerületben.
A legközelebbi külvárosok Mitchellhez: Hawker, Scullin,  Page, Macquarie. A Canberra Nature Park részét képező The Pinnacle Nature Reserve természetvédelmi terület, valamint a Springvale Drive határolja délről. A városban általános iskola működik.
A terület neve Samuel Shumack-tól ered, aki 1861-ben nevezte el így a területet. A terület az azonos nevű Weetangera Parisht is magába foglalja, amely a Ginninderra-pataktól a Molonglo-folyóig terjed. A városban egy kisebb bevásárlóközpont működik, ahol ékszerész, szépségszalon, pékség és egy kiadóvállalat is működik.

## Választási kerületek
Választójogi szempontból, Weetangera Fraser választókerülethez tartozik az ausztrál szövetségi kormány megválasztását tekintve, míg az Ausztrál Fővárosi Terület képviselőinek választását tekintve Ginninderra választókerület része.

## Oktatási intézmények
A városban két oktatási intézmény működik:
- Weetangera Primary School (általános iskola)
- Weetangera Preschool (iskolai előkészítő)

## Fordítás
Ez a szócikk részben vagy egészben  a   Weetangera, Australian Capital Territory című angol Wikipédia-szócikk ezen változatának fordításán alapul.  Az eredeti cikk szerkesztőit annak laptörténete sorolja fel. Ez a jelzés csupán a megfogalmazás eredetét és a szerzői jogokat jelzi, nem szolgál a cikkben szereplő információk forrásmegjelöléseként.